# Oroqen
Cet article concerne le peuple orotchone. Pour la langue orotchone, voir Oroqen (langue).
Les Oroqen (également écrit Oroqin ou parfois Orochen et Orochon ) sont un groupe ethnique du nord de la Chine, originaire de Sibérie (Russie dont une partie autrefois en Chine).  Ils constituent l'un des 56 groupes ethniques officiellement identifiés par la république populaire de Chine. Ils vivent en Mongolie-Intérieure et le long du fleuve Amour dans la province du Heilongjiang.
Leur population était de 8 196 individus en 2000. Les Oroqen maintiennent leurs traditions et espèrent pouvoir préserver leur langue, l'oroqen, une des langues toungouses.

## Histoire
Le groupe ethnique Oroqen est l'un des plus anciens groupes ethniques du nord-est de la Chine. Oroqen signifie « peuple qui utilise les rennes ». Ils se sont donné eux-mêmes ce nom. Les ancêtres des Oroqen vivaient à l'origine dans une vaste région au nord de l'Heilongjiang. Au XVIIe siècle, à la suite de l'invasion de la région par le tsarat de Russie, et son annexion lors du traité de Nertchinsk (1689), certains d'entre eux durent se déplacer vers les montagnes du Grand Khingan.